# Se avessi un milione
Se avessi un milione (If I Had a Million) è un film del 1932 diretto da registi vari.
Si tratta del primo film ad episodi della storia del cinema.
Film a episodi, il cui soggetto è ispirato dal romanzo Windfall di Robert D. Andrews, è uscito nelle sale italiane solo 20 anni dopo, nel 1952.

## Trama
Il magnate industriale John Glidden, prossimo a morire, non riesce a decidere cosa fare con la sua fortuna. Disprezza i suoi parenti avidi e crede che nessuno dei suoi dipendenti sia capace di gestire le sue varie aziende. Alla fine, decide di donare un milione di dollari ciascuno a otto persone scelte a caso da un elenco telefonico prima di morire, così da evitare che il suo testamento venga contestato. (Il primo nome selezionato è John D. Rockefeller, ma viene rapidamente scartato.)
China Shop (Negozio di Porcellane)
(Diretto da Norman Z. McLeod)
Henry Peabody è infelice, sia al lavoro che a casa. Trasferito dal ruolo di contabile a quello di venditore in un negozio di porcellane, Henry continua a rompere la merce, il che significa che il suo "aumento" comporta un guadagno inferiore rispetto a prima, cosa che la sua moglie criticona nota subito. Dopo che Glidden gli ha consegnato un assegno circolare, Henry si presenta tardi al lavoro e poi procede a distruggere allegramente la merce.
Violet (Violet)
(Diretto da Stephen Roberts)
La prostituta Violet Smith si sistema nella suite dell'hotel più costosa che riesce a trovare e si addormenta... da sola.
The Forger (Il Falsario)
(Diretto da H. Bruce Humberstone)
Eddie Jackson sfiora l'arresto per aver cercato di incassare un assegno falsificato. Con il suo passato, se fosse stato preso, sarebbe finito in prigione per tutta la vita. Quando Glidden gli dà un assegno, Eddie è entusiasta... inizialmente. Tuttavia, non osa farsi vedere in una banca, e nessuno dei suoi complici crede che l'assegno sia genuino. In preda alla frenesia di lasciare la città e al disperato bisogno di dormire, l'uomo, senza soldi, lascia l'assegno come garanzia per un letto da dieci centesimi in una bettola. Il gestore chiama segretamente la polizia per portare via quello che pensa sia un matto, e usa l'assegno per accendere il suo sigaro.
Road Hogs (Guidatori Spericolati)
(Diretto da Norman Z. McLeod)
L'ex artista di vaudeville Emily La Rue è molto contenta della sua vita, gestendo il suo tea room con l'aiuto del suo partner, l'ex giocoliere Rollo. L'unica cosa che manca per completare la sua soddisfazione è proprio ciò che accade quel giorno: possedere un'auto nuova di zecca. Tuttavia, quando la portano a fare un giro, l'auto viene distrutta quando un altro guidatore ignora un segnale di stop. La donna torna al suo tea room, dove Glidden la trova e s'inventa un altro modo per spendere parte della sua grande fortuna. Emily e Rollo comprano otto auto usate e assumono dei guidatori. Partono tutti insieme in una lunga processione. Quando incontrano un automobilista maleducato, Emily e Rollo si lanciano immediatamente all'inseguimento e vanno a scontrarsi contro l'auto che ha commesso l'infrazione. Passano quindi a una delle auto di riserva e ripetono il processo, finché non rimangono senza automobili. Alla fine della giornata, Emily acquista un'altra macchina nuova ma anche questa viene distrutta in una collisione con un camion. Non importa. Emily dice a Rollo che è stata "una giornata splendida". Questa sequenza è una delle quattro scritte da Joe Mankiewicz e contiene un riferimento alla sua città natale, Wilkes-Barre, in Pennsylvania.
Death Cell (Cella della morte)
(Diretto da James Cruze)
Il prigioniero John Wallace è stato condannato alla sedia elettrica per aver ucciso qualcuno durante una rapina. Dopo una conversazione commovente con sua moglie Mary, viene visitato nella sua cella da Glidden. John è certo che la sua nuova ricchezza lo salverà ma è troppo tardi. Viene eseguita la sua esecuzione lo stesso giorno, nonostante le sue proteste.
The Clerk (Il Commesso)
(Diretto da Ernst Lubitsch)
Quando il commesso Phineas V. Lambert riceve il suo assegno per posta, non mostra molta emozione. Si limita a lasciare la sua scrivania, sale tranquillamente le scale fino all'ufficio prima del segretario del presidente della compagnia, poi all'ufficio del segretario privato e infine bussa alla porta del presidente stesso. Quando viene ammesso, Phineas fa una pernacchia al suo ex capo e se ne va.
The Three Marines (I Tre Marines)
(Diretto da William A. Seiter)
Glidden trova i marine statunitensi Steve Gallagher e i suoi buoni amici Mulligan e O'Brien nel carcere per aver colpito il loro sergente. Tuttavia, quando Glidden dà a Gallagher l'assegno, Gallagher si rende conto che è il 1° d'aprile e pensa che sia uno scherzo. Quando i tre uomini vengono liberati, si dirigono subito verso un chiosco per pranzare e vedere Marie, la bella cameriera. Vogliono tutti portarla al carnevale ma nessuno ha soldi. Poi Gallagher si ricorda del suo assegno e che Zeb, il proprietario del chiosco, è analfabeta. Dice a Zeb che l'assegno è da 10 dollari e convince Zeb a incassarlo. Lui e Marie partono per il carnevale ma Gallagher non riesce a liberarsi dei suoi amici. Poi Mulligan si ritrova coinvolto in una rissa, i suoi compagni si uniscono e il trio finisce di nuovo nel carcere. Dalle sbarre, guardano sbalorditi un eleganemente vestito Zeb che esce da una limousine, accompagnando una altrettanto ben vestita Marie.
Grandma (Nonna)
(Diretto da Stephen Roberts)
L'ultima beneficiaria è Mary Walker, una delle molte anziane donne infelici che sono state inviate in una casa di riposo gestita dalla signora Garvey. La signora Garvey è una tiranna che applica rigorosamente le sue regole, per il dispiacere delle sue assistite, soprattutto della vivace e ribelle Mary. Mary usa i suoi soldi per cambiare le carte in tavola. Paga la signora Garvey e il resto del personale solo per sedersi su sedie a dondolo, mentre lei e le altre residenti si divertono a fare feste e ballare con i loro amici. Lo spirito di Mary rivitalizza anche John Glidden. Ignorando il suo medico, Glidden non vede l'ora di trascorrere del tempo con Mary.

## Remake
Dal film è stata tratta nel 1955 una serie televisiva, The Millionaire, e un film per la televisione nel 1973, If I Had a Million.